# Epidendrum endresii
Epidendrum endresii är en orkidéart som beskrevs av Heinrich Gustav Reichenbach. Epidendrum endresii ingår i släktet Epidendrum och familjen orkidéer. Inga underarter finns listade i Catalogue of Life.

## Bildgalleri

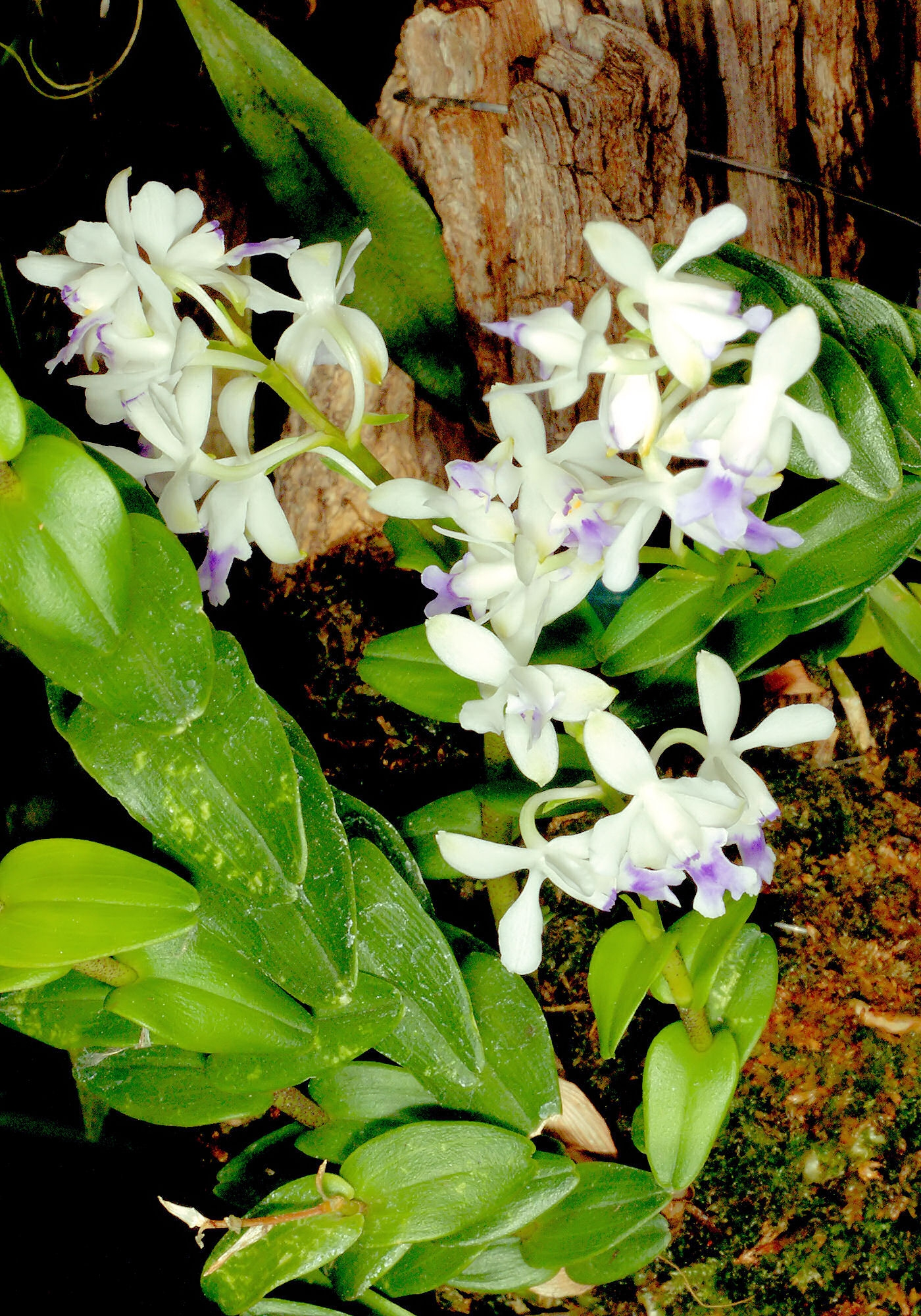
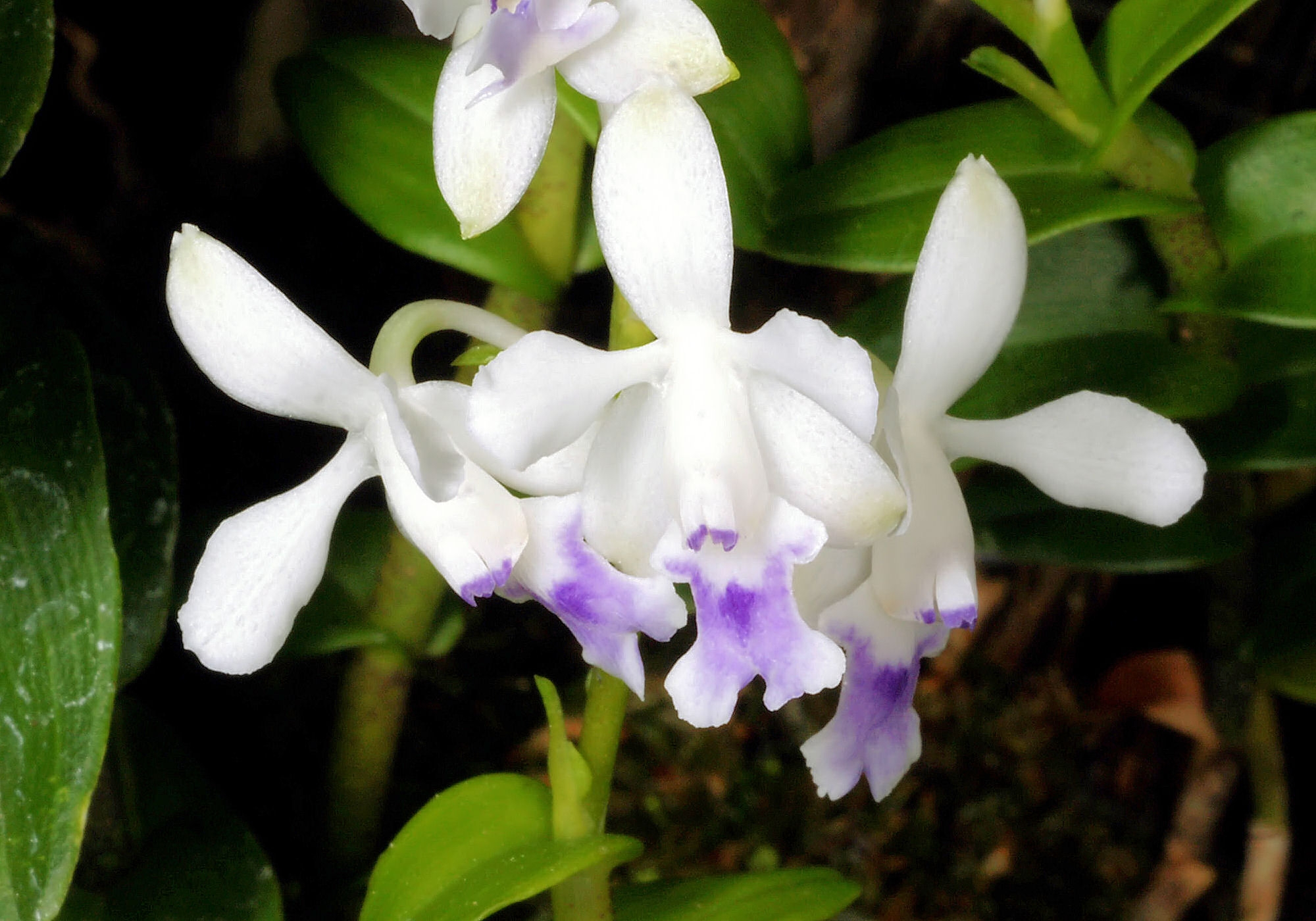